# Franz Josef Umlauft
Franz Josef Umlauft (11. července 1883, Lipová – 23. května 1960, Bayreuth) byl německý gymnaziální učitel, archivář, vlastivědec a historik.

## Život a činnost
Narodil se v Lipové, která je dnes součástí ústecké obce Chuderov, do rodiny obchodníka smíšeným zbožím, který zároveň vedl spořitelní a zálohový spolek v Chuderově. Vystudoval ústecké gymnázium a poté získal doktorát na Univerzitě Karlově (resp. tehdejší Karlo-Ferdinandově univerzitě), kde studoval filologii, konkrétně němčinu, latinu a řečtinu.
Po dokončení studia učil nejprve jako suplent např. v Českých Budějovicích a na Vinohradech, poté byl v letech 1908–1913 řádným profesorem Albrechtova gymnázia v Těšíně a následně řádným profesorem německého klasického, později reálného gymnázia v Ústí nad Labem, kde působil až do roku 1945.
V roce 1920 se oženil s Terezií Christinou Plachtovou, s níž postupně vychoval tři syny. Téhož roku se také stal správcem Archivu města Ústí nad Labem, kde působil do roku 1934, znovu jej pak vedl v letech 1941–1945. Roku 1922 mu byla zároveň svěřena funkce okresního konzervátora Státního památkového úřadu v Praze, v této pozici byl činný do roku 1938.
Věnoval se vlastivědě ústeckého regionu a regionálním dějinám, zabýval se také rodopisy. Organizoval německé vlastivědné a genealogické práce v Československu. Byl členem řady německých vlastivědných spolků, konkrétně Arbeitsgemeinschaft für Heimatforschung in Aussig, Deutscher Verband für Heimatforschung und Heimatbildung in der Tschechoslowakischen Republik a Zentrallstelle für die sudetendeutsche Familienforschung. Pořádal také vlastivědné přednášky a zapojoval se do přípravy různých výstav s regionální tematikou.
Ve svém oboru také publikoval a vydával periodika Sudetendeutsche Familienforschung (1928–1939), na kterém spolupracoval s Antonem Dietlem a později s Franzem Josefem Wünschem, a Beiträge zur Heimatkunde des Aussig-Karbitzer Bezirkes (1921–1944). Rozšířil a publikoval řadu textů svého zemřelého předchůdce ve vedení Archivu města Ústí nad Labem, MUDr. Alexandera Mariana, např. traktát o ústeckém kostele sv. Materny (1924; psaný spolu s Karlem Jahnelem) a publikaci věnovanou ústeckým starostům (1927). Sbíral podklady k historii své rodné obce, kterou sice nikdy nedokončil, ale se svým přítelem Rudolfem Jenatschkem, knězem a fotografem, v rodišti pořídil sérii fotografií a uspořádal ji do alba Bilder aus meinem Heimatdorf.
Po válce se ho dotkl odsun německého obyvatelstva. Československo se svou rodinou opustil roku 1946 a posledních 14 let svého života žil v německém Bayreuthu. Zde se znovu věnoval pedagogické činnosti a v roce 1960 vydal publikaci, na níž začal pracovat dlouho před vysídlením, pojmenovanou Geschichte der deutschen Stadt Aussig. Zapojil se též do činnosti spolku Hilfsverein Aussig, který sdružoval německé vysídlence z Ústí nad Labem, a pro spolkový měsíčník Aussiger Bote psal vlastivědné články o Ústecku.